# Кружок (Путивльский район)
Кружок (укр. Кружок) — село,
Бояро-Лежачевский сельский совет,
Путивльский район,
Сумская область,
Украина.
Код КОАТУУ — 5923880703. Население по переписи 2001 года составляло 60 человек.

## Географическое положение
Село Кружок находится на берегу большого ирригационного канала в 4-х км от реки Сейм.
На расстоянии в 1 км расположено село Ровное.

## Экономика
- Молочно-товарная ферма.